# Vangueriella chlorantha
Vangueriella chlorantha är en måreväxtart som först beskrevs av Karl Moritz Schumann, och fick sitt nu gällande namn av Bernard Verdcourt. Vangueriella chlorantha ingår i släktet Vangueriella och familjen måreväxter. Inga underarter finns listade i Catalogue of Life.